# Baia Vincennes
La baia di Vincennes è una baia lungo la Terra di Wilkes in Antartide.
Chiamata così dall'Advisory Committee on Antarctic Names, porta il nome della USS Vincennes, la nave comandata da Charles Wilkes nel corso della spedizione omonima.